# Hyperparachma aenalis
Hyperparachma aenalis är en fjärilsart som beskrevs av George Francis Hampson 1906. Hyperparachma aenalis ingår i släktet Hyperparachma och familjen mott. Inga underarter finns listade i Catalogue of Life.